# Embajada de Ucrania en Portugal
La Embajada de Ucrania en Lisboa es la misión diplomática de Ucrania en Portugal. El edificio de la embajada se encuentra en la avenida das Descobertas núm. 18 en Lisboa. Desde octubre de 2015, la embajadora Extraordinaria y Plenipotenciaria de Ucrania en la República Portuguesa es Inna Ohnivez.

## Historia
Tras el colapso de la Unión Soviética, Ucrania se declaró independiente en diciembre de 1991. Portugal reconoció Ucrania el 7 de enero de 1992. Las relaciones diplomáticas se establecieron el 27 de enero de 1992 en Kiev por Anatoliy Zlenko y João de Deus Pinheiro. El marzo de 2000 se abrió la embajada de Ucrania en Lisboa. La embajada ha estado ocupando su edificio actual desde el diciembre de 2001.

## Embajadores

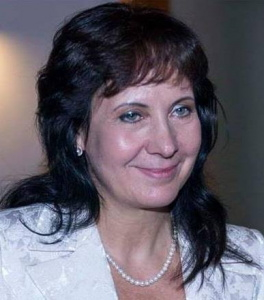
Inna Ohnivez, embajadora de Ucrania en Lisboa.

1. Anatoliy Zlenko (1998-2000)[3]
2. Kostiantyn Tymoshenko (2001-2005)[3]
3. Rostyslav Tronenko (2005-2010)[3]
4. Oleksandr Nykonenko (2010-2014)[3]
5. Inna Ohnivez (2015-presente)[3]